# 2003 YN107
 (avril 2019).
2003 YN107 est un très petit astéroïde géocroiseur découvert le 20 décembre 2003 par un télescope robotisé dans le cadre du programme LINEAR (Lincoln Near-Earth Asteroid Research). Cet astéroïde, d'un diamètre compris entre 10 et 30 mètres, est un objet géocroiseur classé dans le groupe des astéroïdes Aton (de l'astéroïde éponyme (2062) Aton, premier de ce type découvert). Il tourne autour du Soleil en décrivant une orbite presque circulaire très semblable à celle de la Terre. Une autre particularité est que sa période orbitale moyenne autour du Soleil correspond approximativement à une année sidérale.
Une autre caractéristique fait de lui un objet céleste remarquable : entre 1996 et 2006, il ne s'est jamais éloigné de la Terre de plus de 0,1 UA (soit environ 15 millions de kilomètres), la contournant lentement en l'espace d'un an. On ne peut toutefois pas considérer 2003 YN107 comme un satellite naturel de la Terre, mais plutôt comme une sorte de deuxième Lune, car il n'était pas rattaché à notre planète de façon stable. À ce titre, il devient le premier membre légitime d'un groupe d'objets coorbitaux dont l'existence a été avancée en 1913 et présentant ces mêmes caractéristiques: les quasi-satellites. Avant 1996, 2003 YN107 se trouvait dans une orbite en fer à cheval le long de l'orbite terrestre autour du Soleil, qui était très semblable à celle de l'astéroïde 2002 AA29. En 2006, il s'est replacé sur cette orbite particulière, configuration dans laquelle l'astéroïde se trouvera pendant plusieurs dizaines années. Pour ces objets coorbitaux, une telle transition orbitale semble relativement fréquente, puisque 2002 AA29 deviendra également un quasi-satellite durable de la Terre dans environ 600 ans.

## Orbite

### Données orbitales
L'orbite de 2003 YN107 étant légèrement plus petite que celle de la Terre, elle se situe pour une grande partie à l'intérieur de celle-ci. Sa distance au Soleil varie en effet entre 0,974 UA au périhélie (point le plus proche du Soleil) et à 1,021 UA à l'aphélie (point le plus éloigné du Soleil). La plupart des autres astéroïdes se trouvent soit dans la ceinture d'astéroïdes entre Mars et Jupiter, soit au-delà de l'orbite de Neptune dans la ceinture de Kuiper. Sous l'influence des grandes planètes gazeuses comme Jupiter et à cause de l'effet Yarkovsky, les astéroïdes sont attirés vers la zone interne du Système solaire, où leur trajectoire est ensuite également déviée par les planètes de cette zone. Les orbites qui en découlent se caractérisent cependant par une forte excentricité orbitale. Toutefois, dans le cas de 2003 YN107, l'excentricité est relativement faible, de 0,021, tout comme pour l'orbite la Terre dont l'excentricité s'élève à 0,0167, ce qui explique leurs orbites quasi circulaires. Il est donc assez peu probable que cet astéroïde ait été projeté vers l'intérieur du système solaire à cause de l'attraction de Jupiter ou d'une autre planète. En raison de sa faible excentricité, les scientifiques pensent qu'il s'est formé à proximité de l'orbite terrestre[réf. nécessaire]. Si c'est le cas, il se pourrait qu'il soit le résultat d'une collision entre un astéroïde moyen et la Terre ou la Lune.
La période orbitale moyenne de 2003 YN107 correspond à une année sidérale. Après avoir été projeté vers l'intérieur du Système solaire, ou bien après sa formation sur une orbite proche de celle de la Terre, l'astéroïde a dû dériver sur une orbite correspondante avec la Terre. Sur cette trajectoire, il a été constamment dévié par l'influence de la Terre, de telle façon que sa propre période orbitale s'est adaptée à celle de la Terre autour du Soleil. Son orbite actuelle est donc synchronisée avec celle de la Terre.
En raison de sa légère inclinaison orbitale de 4,3° par rapport à l'écliptique (le plan orbital de la Terre), son orbite ne coïncide cependant pas tout à fait avec celle de la Terre, mais est légèrement inclinée par rapport à celle-ci.

### Description

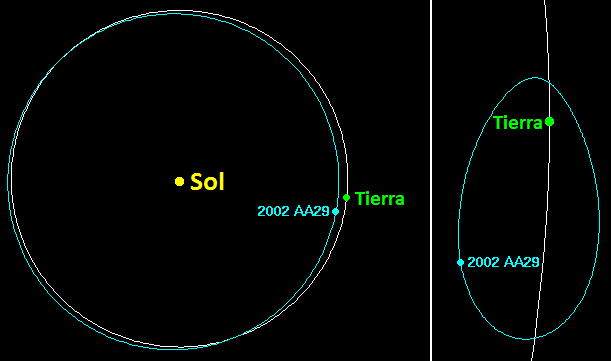
Orbite quasi-satellitaire de l'astéroïde autour de la Terre en 2589 d'un point de vue perpendiculaire à l'écliptique. À gauche, vue dans le référentiel du Soleil, à droite, vue dans le référentiel terrestre. Image: JPL

Si l'on considère l'orbite de 2003 YN107, qui est presque concordante avec celle de la Terre, dans un référentiel terrestre, on remarque que l'astéroïde fait lentement le tour de la Terre comme le ferait une deuxième Lune. Cette rotation dure environ un an et est provoquée par son excentricité orbitale légèrement divergente. Le mouvement de l'astéroïde résulte donc de deux phénomènes: la composante radiale est directement provoquée par la différence entre l'excentricité de la Terre et celle de 2003 YN107, alors que le mouvement le long de l'orbite de la Terre est lui déterminé par la vitesse légèrement différente au périhélie et à l'aphélie. Au périhélie, l'astéroïde double la Terre par l'intérieur de son orbite et est de nouveau distancé par elle à l'aphélie. Ce ballet cosmique résulte alors en une rotation complète de l'astéroïde autour de la Terre en l'espace d'un an. Comme il n'est pas, à la différence de la Lune, rattaché à la Terre, mais reste principalement sous l'influence gravitationnelle du Soleil, on appelle ces corps des quasi-satellites. Cette situation est comparable à celle de deux voitures roulant côte à côte à la même vitesse et se dépassant successivement l'une après l'autre sans pour autant être inséparables. Voir à ce sujet le graphique ci-contre représentant la future trajectoire de l'astéroïde 2002 AA29 semblable à celle de 2003 YN107. 2003 YN107 était depuis 1996 un quasi-satellite de la Terre et l'est resté jusqu'en 2006. En raison de la gravité terrestre, il ne repasse cependant jamais deux fois par le même point mais décrit plutôt des boucles ouvertes autour de la Terre. Ainsi, le 21 décembre 2003, il s'est beaucoup rapproché de la Terre à une distance de 0,0149 UA (2,23 millions de km), ce qui représente moins de 6 fois la distance Terre-Lune.
Après 2006, il a quitté son duo céleste avec la Terre et tourne autour du Soleil sur une orbite en fer à cheval, toujours selon la trajectoire de la Terre mais en devançant celle-ci. Cette description de fer à cheval est observable si l'on considère uniquement le mouvement relatif de 2003 YN107 dans le référentiel terrestre. Il décrit le long de l'orbite de la Terre un grand arc de 360° dont la forme rappelle celle d'un fer à cheval. Il longe ainsi cette orbite en spiralant autour de celle-ci, mettant environ un an pour effectuer une rotation. Ce mouvement de spirale dans le référentiel terrestre provient pour la part horizontale de son excentricité légèrement différente par rapport à celle de l'orbite terrestre, et pour la part verticale de son inclinaison orbitale plus importante.

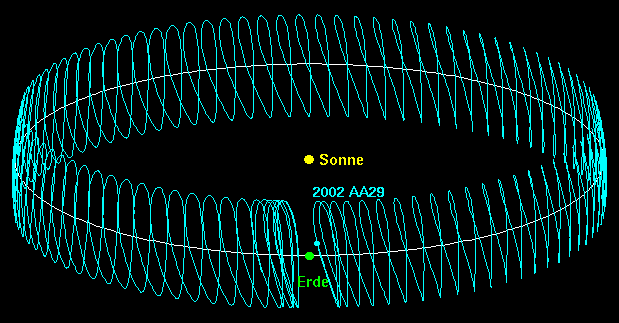
Représentation dans le référentiel terrestre de l'orbite en fer à cheval de l'astéroïde le long de l'orbite de la Terre lors d'une période de 95 ans. Cependant, les boucles que décrit ont une amplitude plus élevée car il ne met que 66,5 ans pour rattraper la Terre par l’autre côté, et sont plus écrasées à cause de son inclinaison orbitale plus faible. Image: JPL

En 2066, 2003 YN107 atteindra de nouveau la Terre de l'autre côté par derrière et s'en rapprochera jusqu'à environ 0,026 UA (3,9 millions de km). Il passera de nouveau sous son influence gravitationnelle et sera ainsi hissé sur une orbite plus lente un peu plus éloignée du Soleil. Après cela, il ne pourra plus tenir le rythme face à la vitesse de la Terre, jusqu'à ce que celle-ci le rattrape par l'avant en 2120. Toutefois, lors de cette nouvelle rencontre avec la Terre, 2003 YN107 s'en rapprochera tellement et sera si fortement dévié par son influence gravitationnelle qu'il se retrouvera certainement capturé dans son champ gravitationnel, devenant ainsi pour de bon une deuxième Lune de la Terre. Les calculs sont néanmoins chaotiques, de sorte qu'aucune prédiction précise ne peut être effectuée sur la période suivant 2120.
Si l'on calcule la trajectoire de 2003 YN107 à rebours dans le temps, on constate qu'il se trouvait également sur une orbite en fer à cheval avant 1996, la période intermédiaire entre chaque capture durant alors 133 ans. On peut calculer cette orbite en fer à cheval jusqu'à l'an 1750. Cette année-là eut lieu une transition chaotique entre l'orbite de quasi-satellite et l'orbite de fer à cheval, de telle sorte qu'il est impossible de décrire le comportement de l'objet pour la période antérieure.

## Propriétés physiques
Au-delà de ses caractéristiques orbitales, on connaît très peu de choses au sujet de 2003 YN107. En se basant sur sa magnitude absolue comprise entre 26,2 et 26,7 et sur un albédo (capacité réfléchissante) supposé de 0,04–0,20, les scientifiques ont toutefois conclu que son diamètre était de l'ordre de 10 à 30 mètres, faisant de lui un très petit astéroïde. L'hypothèse privilégiée de sa formation repose uniquement sur la similitude entre son orbite et celle de la Terre : il s'agirait en réalité d'un morceau de la Terre ou de la Lune qui se serait détaché à la suite d'une collision avec un autre astéroïde de taille moyenne.

## Perspective
À cause de son orbite très semblable à celle de la Terre, il serait assez simple d'accéder à l'astéroïde par des sondes spatiales. 2003 YN107 serait donc un objet d'étude approprié dans le cadre de recherches plus approfondies sur la structure et la composition des astéroïdes et sur l'évolution de leurs orbites autour du Soleil. En raison de sa petite taille et donc de l'absence presque totale de force d'attraction, la structure et de la composition de ce corps céleste seraient difficilement déterminables par des missions d'atterrissage.
Du fait de sa proximité avec la Terre, on peut, grâce aux moyens de l'astronomie radar, suivre et mesurer très précisément la trajectoire de 2003 YN107. On peut ainsi en seulement quelques années examiner de plus près et mesurer l'effet Yarkovsky, qui d'après les prédictions mène à une très légère modification de l'orbite et qui a récemment été confirmé dans le cas de l'astéroïde Golevka .

### Les bases de données
- Données de 2003 YN107 de la base de données MPEC (en anglais)
- Données physiques de 2003 YN107 de l'EARN-Base de données (en anglais)